# Gavilan SC
 (avril 2018).
Si vous disposez d'ouvrages ou d'articles de référence ou si vous connaissez des sites web de qualité traitant du thème abordé ici, merci de compléter l'article en donnant les références utiles à sa vérifiabilité et en les liant à la section « Notes et références ».

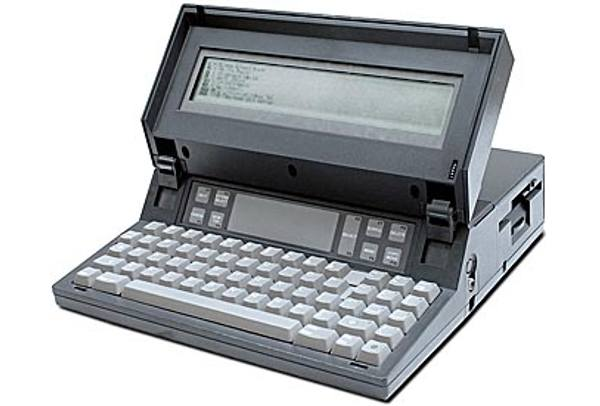
Gavilan SC.

Le Gavilan SC était un ordinateur portable, et a été le premier à être commercialisé en tant qu'« ordinateur portable ».
L'idée originale du fondateur de Gavilan Computer Corp. Manuel (Manny) Fernandez, le Gavilan a été introduit en mai 1983, à peu près en même temps que le Sharp PC-5000 similaire. Il a été mis sur le marché un an après le GRiD Compass, avec lequel il partage plusieurs détails pionniers, notamment un design à clapet, dans lequel l'écran se replie sur le clavier.
Le Gavilan, cependant, était plus abordable que le GRiD, à un prix d'environ 4000 $ US. Contrairement au GRiD, il était équipé d'un lecteur de disquette et utilisait le système d'exploitation MS-DOS, même s'il n'était que partiellement compatible avec IBM PC. Alimenté par un processeur Intel 8088 5 MHz, il était équipé d'une interface utilisateur graphique de base, stockée dans ses 48 Ko de ROM. Un modem interne à 300 bauds était standard. Une imprimante compacte fixée à l'arrière de la machine était une option.